# Haruki Watsuji
Pour les articles homonymes, voir Watsuji.
Haruki Watsuji (和辻 春樹, Watsuji Haruki), né le 5 septembre 1891 dans l'arrondissement de Higashiyama à Kyoto, et mort le 24 août 1952, est un ingénieur naval, critique scientifique et homme politique japonais, brièvement maire de Kyoto en 1946, durant l'Après-guerre. En tant qu'ingénieur naval, il a conçu de nombreux paquebots, comme le Brasil-maru (ja) et l'Argentina-maru (ja).

## Biographie

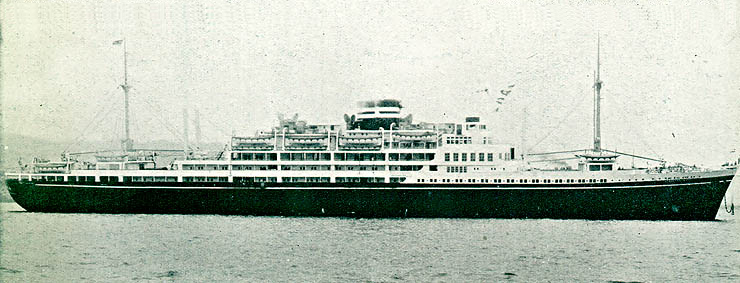
L'Argentina-maru, un des navires représentatifs de l'œuvre de Watsuji.

Haruki Watsuji naît le 5 septembre de la 24e année de l'ère Meiji (1891),, dans l'arrondissement de Higashiyama,. Il est le fils du docteur Watsuji Shunji (和辻 春次), originaire de la préfecture de Hyōgo et résidant à Kyoto, et de son épouse Yoshi (ヨシ). Après avoir ses terminé ses études secondaires au Troisième lycée (ja), il s'inscrit à la faculté d'ingénierie de l'université impériale de Tokyo, d'où il sort diplômé en 1915 du département d'ingénierie maritime. Il rejoint par la suite la compagnie de transport maritime O.S.K. Lines (ja) en tant qu'ingénieur. Il conçoit notamment en 1921 le navire de passagers Murasaki-maru (むらさき丸) pour leur route reliant Beppu, puis les navires de marchandises et de passagers Brasil-maru (ja), pour leur route d'immigration vers l'Amérique du Sud, et Argentina-maru (ja), pour leur route internationale,,. Il finit par devenir directeur exécutif de la société en 1942,. Ses navires étaient connus pour leur élégance et leur style japonais uniques comparés aux autres paquebots japonais, de style occidental. Il est également président de la société de tourisme Kankō Nipponsha (観光日本社), l'Association de la construction navale du Kansai (関西造船協会) et de l'Association japonaise de la construction navale (ja),,. Il écrit aussi des essais scientifiques, traitant notamment de la place des femmes dans la science,. Durant la Seconde Guerre mondiale, la plupart de ses navires sont réquisitionnés pour l'effort de guerre et beaucoup finissent coulés par des sous-marins alliés.
Après la démission d'Eitarō Shinohara au poste de maire de Kyoto dû à la purge de la fonction publique, Watsuji est nommé maire par le conseil municipal (ja) le 13 mars 1946, mais est lui-même victime de la purge et doit démissionner huit mois plus tard le 27 novembre de la même année. Il est ainsi le dernier maire nommé par le gouvernement,. Après avoir été autorisé à retourner à la vie politique et la fonction publique, Watsuji se présente comme candidat indépendant aux secondes élections municipales au scrutin direct de la ville de Kyoto le 8 février 1950. Soutenu par les candidats de l'opposition du Minshutō et le Kokumin Kyōdōtō (ja), il est finalement battu par Gizō Takayama, du Parti démocratique de Kyoto. Il meurt le 24 août 1952 à l'âge de 60 ans,.
Il épouse Tsune (恒), fille aînée du directeur d'hôpital Kitamura Seizō (北村 精造), avec qui il a deux fils, Toshiki (俊樹), né en 1916, et Haruo (春夫), né en 1919, ainsi qu'une fille, Miyo (美代), née en 1917. Toshiki est mort au combat durant la Seconde Guerre mondiale. Son cousin est le philosophe Tetsurō Watsuji.

## Résultats électoraux
| Inscrits                 | Inscrits                 | Inscrits                 | 618 201   |             |  |  |
| Abstentions              | Abstentions              | Abstentions              | 256 128   | 41,43 %     |  |  |
| Votants                  | Votants                  | Votants                  | 362 073   | 58,57 %     |  |  |
|                          |                          |                          |           |             |  |  |
| Bulletins enregistrés    | Bulletins enregistrés    | Bulletins enregistrés    | 362 073   |             |  |  |
| Bulletins blancs ou nuls | Bulletins blancs ou nuls | Bulletins blancs ou nuls | 2 479     | 0,68 %      |  |  |
| Suffrages exprimés       | Suffrages exprimés       | Suffrages exprimés       | 359 594   | 99,32 %     |  |  |
|                          |                          |                          |           |             |  |  |
|                          | Candidat                 | Parti                    | Suffrages | Pourcentage |  |  |
|                          | Gizō Takayama (élu)      | Parti socialiste         | 153 001   | 42,55 %     |  |  |
|                          | Banmon Tabata            | Indépendant              | 118 711   | 33,01 %     |  |  |
|                          | Haruki Watsuji           | Indépendant              | 87 882    | 24,44 %     |  |  |

## Publications
- (ja) Haruki Watsuji, 随筆船 続, 明治書房,‎ 1942[8].
- (ja) Haruki Watsuji, 隨筆船, 明治書房,‎ 1943[8].
- (ja) Haruki Watsuji, 科学者のことば : 女性と科学, 星林社,‎ 1948[8].